# Stała czasowa
Stała czasowa – w układzie automatyki, wielkość o wymiarze czasu opisująca osiąganie stanu ustalonego przez sygnał wyjściowy, związana z czasem trwania stanu nieustalonego następującego po zmianie sygnału wejściowego. Zazwyczaj oznaczana grecką literą {\displaystyle \tau } lub {\displaystyle T} (tau).
W obwodach elektrycznych jest to czas, po którym składowa przejściowa maleje e-krotnie względem swojej wartości początkowej. Czas trwania stanu nieustalonego szacuje się na 3 do 5 stałych czasowych. Odwrotnością stałej czasowej jest stała tłumienia {\displaystyle \sigma .}
W elektryce:
{\displaystyle \tau ={\frac {L}{R}}} – stała czasowa szeregowego połączenia RL,
{\displaystyle \tau =RC} – stała czasowa szeregowego połączenia RC.